# Eleutherodactylus ruthae
Eleutherodactylus ruthae är en groddjursart som beskrevs av Noble 1923. Eleutherodactylus ruthae ingår i släktet Eleutherodactylus och familjen Eleutherodactylidae. IUCN kategoriserar arten globalt som starkt hotad. Inga underarter finns listade i Catalogue of Life.